# Open University of Tanzania
Open University of Tanzania (OUT) – tanzańska szkoła wyższa w Dar es Salaam, która została założona w 1992 roku.

## Wydziały
Na uniwersytecie działają następujące wydziały:
- Wydział Sztuk i Nauk Społecznych (ang. Faculty of Arts and Social Sciences)
- Wydział Zarządzania Biznesem (ang. Faculty of Business Management)
- Wydział Edukacji (ang. Faculty of Education)
- Wydział Prawa (ang. Faculty of Law)
- Wydział Nauk Ścisłych, Technologii i Studiów nad Środowiskiem (ang. Faculty of Science, Technology and Environmental Studies)
- Instytut Technologii Edukacyjnych i Zarządzania (ang. Institute of Educational and Management Technologies)
- Instytut Edukacji Dalszej (ang. Institute of Continuing Education).